# عبد الرحمن بن غنم
عبد الرحمن بن غنم الأشعري الفقيه الإمام شيخ أهل فلسطين حدث عن معاذ بن جبل وتفقه به وعمر بن الخطاب وأبي ذر الغفاري وأبي مالك الأشعري وأبو الدرداء الأنصاري وغيرهم وحدث عنه ولده محمد وأبو سلام ممطور ورجاء بن حيوة وأبو إدريس الخولاني مع تقدمه وشهر بن حوشب ومكحول وعبادة بن نسي وصفوان بن سليم وإسماعيل بن عبيد الله
قال ابن سعد ثقة إن شاء الله بعثه عمر إلى الشام يفقه الناس وكان أبوه صحابيا هاجر مع أبي موسى وقال أبو القاسم البغوي ولد عبد الرحمن على عهد رسول الله مختلف في صحبته.
قال الذهبي روى له أحمد بن حنبل في مسنده أحاديث لكنها مرسلة ويحتمل أن يكون له صحبة فقد ذكر يحيى بن بكير عن الليث وابن لهيعة أن عبد الرحمن صحابي وقال الترمذي له رؤية وأما أبو مسهر فقال عبد الرحمن بن غنم هو رأس التابعين كان بفلسطين وقيل تفقه به عامة التابعين بالشام وكان صادقا فاضلا كبير القدر مات هو وجابر بن عبد الله في وقت قال الهيثم بن عدي توفي سنة ثمان وسبعين.